# 曼塔 (库内奥省)

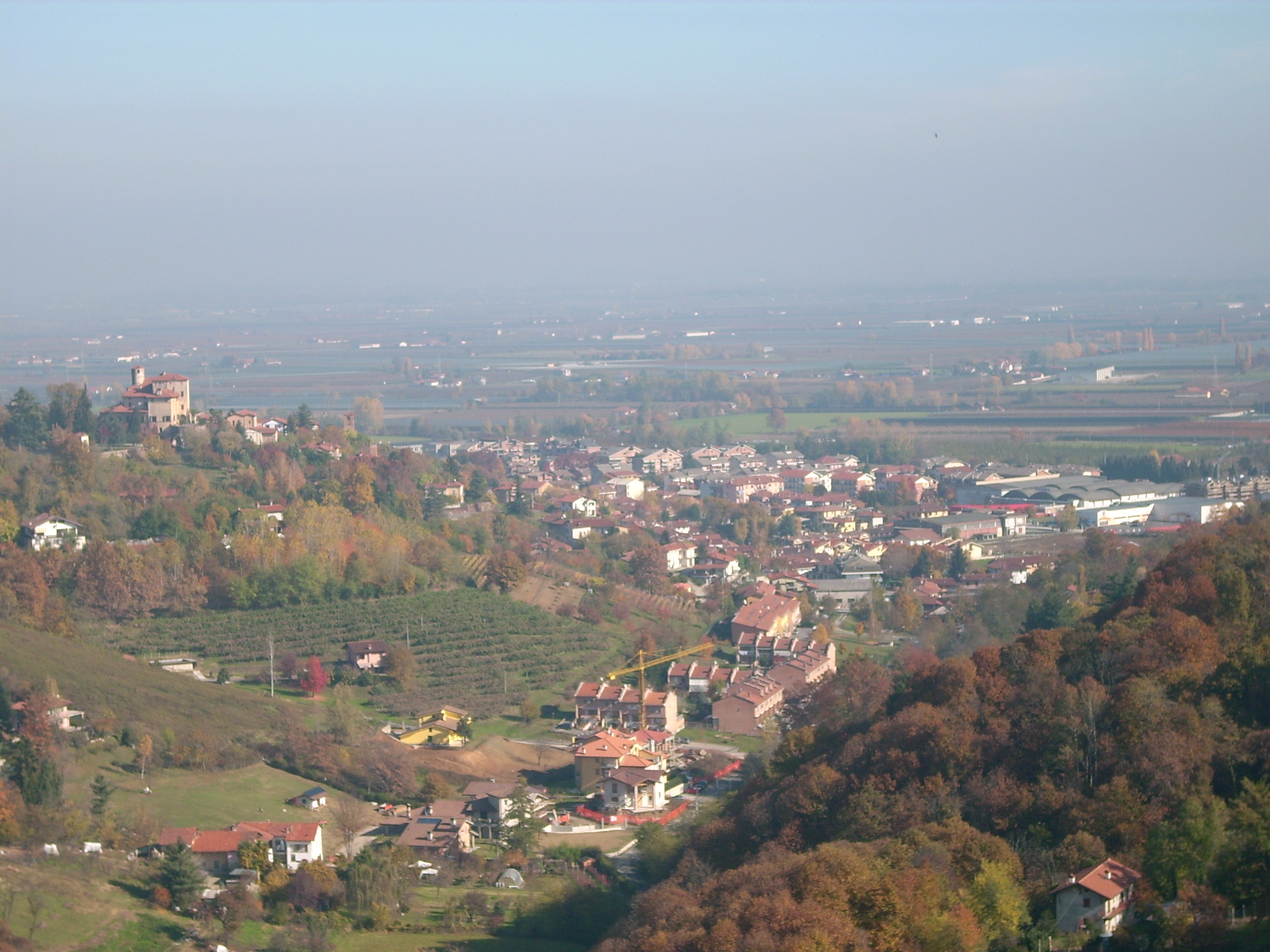
全景图

曼塔（義大利語：Manta）是意大利皮埃蒙特大区庫內奧省的市镇。位于都灵西南50公里，库内奥北边25公里处，面积为11.8平方公里，人口数量为3,573人（2017年）。